# Instytut Psychologii Polskiej Akademii Nauk
Instytut Psychologii Polskiej Akademii Nauk – instytut naukowy Polskiej Akademii Nauk z siedzibą w Warszawie przy ul. Stefana Jaracza 1.

## Instytut

### Historia
W 1980 roku z inicjatywy prof. Janusza Reykowskiego powstał Zakład Psychologii PAN. 1 sierpnia 1989 roku zakład został przekształcony w Instytut Psychologii PAN. Instytut wpisany jest do rejestru instytutów Polskiej Akademii Nauk pod nr RIN-I-55/98.

### Przedmiot badań
Działalność naukowa Instytutu dotyczy psychologii:
- decyzji,
- ekonomicznej,
- międzykulturowej,
- politycznej,
- psychofizjologii i kognitywistyki,
- psycholingwistyki,
- zwierząt,
- różnic indywidualnych,
- społecznej,
- stresu i psychologii społeczności.

Oprócz badań podstawowych Instytut prowadzi badania stosowane na użytek biznesu, orzecznictwa sądowego, polityki edukacyjnej, obronnej, społecznej i zdrowotnej. 
Instytut posiada uprawnienia do nadawania stopni doktora i doktora habilitowanego oraz wszczynania postępowania w sprawie nadawania tytułu profesora.
Od 2013 Instytut Psychologii PAN prowadzi specjalistyczne studia doktoranckie we współpracy z Instytutem Filozofii i Socjologii Polskiej Akademii Nauk oraz Instytutem Studiów Politycznych Polskiej Akademii Nauk.

### Struktura
W Instytucie działa 10 pracowni oraz 5 laboratoriów.
Pracownie IP PAN:
- Pracownia Neurokognitywistyki Rozwoju,
- Pracownia Neuronauki Klinicznej,
- Pracownia Neuronauki Społecznej,
- Pracownia Psycholingwistyki i Psychologii Poznawczej,
- Pracownia Psychologii Kulturowej i Badań Międzykulturowych,
- Pracownia Psychologii Osobowości,
- Pracownia Psychologii Politycznej,
- Pracownia Psychologii Porównawczej i Ewolucyjnej,
- Pracownia Psychologii Społecznej,
- Pracownia Psychopatologii Eksperymentalnej.

Laboratoria IP PAN:
- Laboratorium Neurofizjologii i Neuromodulacji,
- Laboratorium Poznania Politycznego,
- Laboratorium Psychologii Niemowląt (Babylab),
- Laboratorium Psychologii Zwierząt,
- Laboratorium Rzeczywistości Wirtualnej i Psychofizjologii.

### Wydawnictwa
Instytut posiada własne wydawnictwo (Wydawnictwo Instytutu Psychologii PAN), które istnieje od 1990 roku. Specjalizuje się w publikowaniu psychologicznych studiów empirycznych i monografii.

### Biblioteka
Jednostką administracyjną Instytutu jest także Biblioteka Instytutu Psychologii Polskiej Akademii Nauk gromadząca zbiory z zakresu psychologii, pedagogiki i socjologii. Szczególnie bogato reprezentowany jest dział psychologii społecznej i politycznej. Biblioteka funkcjonowała pierwotnie jako Biblioteka Pracowni Psychometrycznej PAN (1958-1968). Obecnie w zbiorach znajduje się około 7.800 egzemplarzy książek (w tym własne wydawnictwa IP PAN) i obszerna oferta czasopism z kraju i zagranicy. Jednostka przechowuje i archiwizuje prace doktorskie oraz habilitacyjne naukowców związanych z Instytutem. 